# Pinzenhof (Presseck)
Pinzenhof ist ein Gemeindeteil des Marktes Presseck im Landkreis Kulmbach (Oberfranken, Bayern). Pinzenhof liegt in der Gemarkung Heinersreuth.

## Geografie
Die Einöde liegt am Rande eines Hochplateaus an einem namenlosen rechten Zufluss des Köstenbachs. Ein Anliegerweg führt nach Elbersreuth (0,3 km nordöstlich).

## Geschichte
Mit dem Gemeindeedikt wurde Pinzenhof dem 1808 gebildeten Steuerdistrikt Heinersreuth und der im selben Jahr gebildeten Ruralgemeinde Heinersreuth zugewiesen. Bei der Vergabe der Hausnummern erhielt Pinzenhof die Nummer 37 des Ortes Elbersreuth. Am 1. Januar 1978 wurde Pinzenhof im Rahmen der Gebietsreform in die Gemeinde Presseck eingegliedert.

### Einwohnerentwicklung
| Jahr      | 001818 | 001861 | 001871 | 001885 | 001900 | 001925 | 001950 | 001961 | 001970 | 001987 |
| Einwohner |        | 9      | 11     | 16     | 11     | 6      | 3      | 3      | 4      | 2      |
| Häuser    | 1      |        |        | 1      | 1      | 1      | 1      | 1      |        | 1      |
| Quelle    | [ 5 ]  | [ 9 ]  | [ 10 ] | [ 11 ] | [ 12 ] | [ 13 ] | [ 14 ] | [ 15 ] | [ 16 ] | [ 1 ]  |

## Religion
Pinzenhof ist seit der Reformation gemischt konfessionell. Die Protestanten sind nach Heilige Dreifaltigkeit (Presseck) gepfarrt, die Katholiken waren ursprünglich nach St. Jakobus der Ältere (Enchenreuth) gepfarrt, seit Mitte des 20. Jahrhunderts ist die Pfarrei St. Petrus Canisius (Presseck) zuständig.